# اتفاقية القاهرة (2005)
هو الاتفاق الذي تم توقيعه في القاهرة سنة 2005 بين حكومة الوحدة الوطنية في السودان المكونة من الحركة الشعبية لتحرير السودان بزعامة النائب الأول لرئيس الجمهورية الدكتور جون قرنق دي مبيور والمشير عمر البشير ونائبه علي عثمان محمد طه عن حزب المؤتمر الوطني والطرف الآخر هو التجمع الوطني الديمقراطي برئاسة السيد محمد عثمان الميرغني.

## العداء بين الحكومة والتجمع
تكون التجمع الوطني الديمقراطي من معظم الاحزاب السياسية السودانية والمنظمات والنقابات التي كانت قائمة وتعمل بشكل دستوري عندما قامت الجبهة الإسلامية بانقلابها على حكومة السيد الصادق المهدي المنتخبة وانهاء ما يسمى في السودان ب الديمقراطية الثالثة وقد انخرطت جميع فصائل التجمع في معارضة النظام والعمل لاجل استعادة الديمقراطية بشتى الطرق حتى النضال المسلح وكان للتجمع معسكرات في أسمرا وكانت معظم فصائل التجمع لديها أجنحة عسكرية مثل الجيش الشعبي لتحرير السودان SPLAالجناح العسكري ل الحركة الشعبية لتحرير السودان SPLM وقوات فتح الجناح العسكري ل الحزب الاتحادي الديمقراطي وجيش الامة التابع ل حزب الامة القومي وقوات مقاتلو الجبهة الديمقراطية (مجد)عن الحزب الشيوعي السوداني وغيرها من الفصائل الصغيرة.

## الموقعون
وقع عن الحكومة السودانية الدكتور جون قرنق والرئيس عمر حسن احمد البشير وعن التجمع السيد محمد عثمان الميرغني والرئيس حينذاك حسني مبارك كوسيط.